# أوتو فيلي غيل
أوتو فيلي غيل (بالألمانية: Otto Willi Gail) هو فيزيائي وكاتب وصحفي ألماني، ولد في 18 يوليو 1896 في غونتسنهاوزن في ألمانيا، وتوفي في 29 مارس 1956 في ميونخ في ألمانيا.